# Kristiansunds kommun
Kristiansunds kommun (norska: Kristiansund kommune) är en kommun i Møre og Romsdal fylke i västra Norge. Kommunens centralort är staden Kristiansund. 

## Administrativ kommun
Staden Kristiansund fick stapelrätt 1631 och blev köpstad 1742 för att 1837 bli en stadskommun.
Kommunen slogs samman med Grips kommun och en del av Bremsnes kommun 1964.
2008 slogs kommunen samman med Frei kommun.

Frei kommunvapen från 1987.

## Tätorter
I Kristiansunds kommun finns fyra tätorter:
- Kristiansund (centralort)
- Rensvik
- Solsletta
- Storbakken

Orten Kvalvåg har tidigare räknats som en tätort men uppfyller inte längre kriterierna.

## Socknar
Inom Norska kyrkan är Kristiansunds kommun indelad i tre socknar:
- Frei socken
- Kristiansunds socken
- Nordlandets socken

Socknarna ingår i Ytre Nordmøre prosteri i Møre stift.

## Vänorter

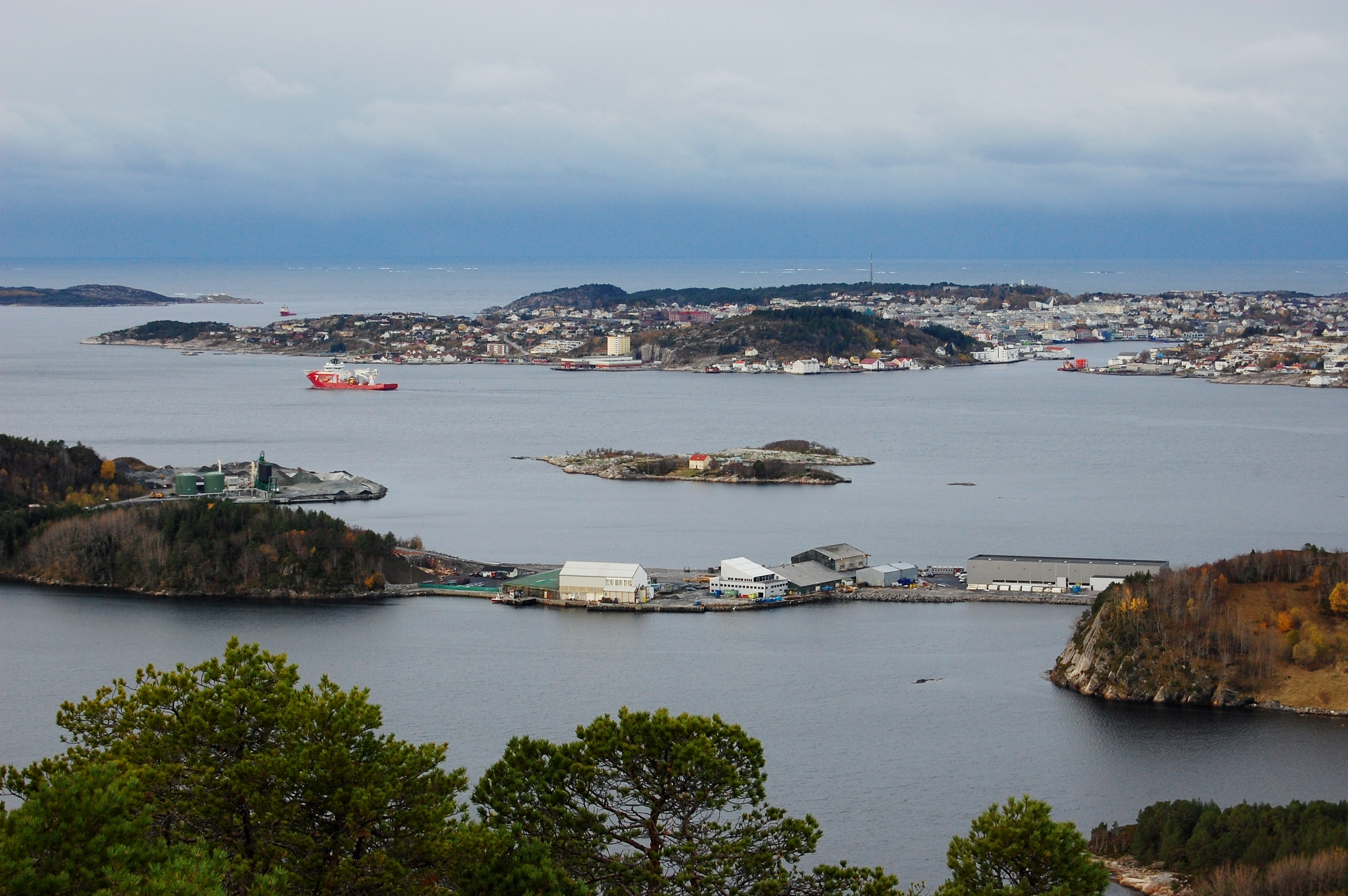
Fugløya i Kristiansunds kommun.

- Fredericia kommun
- Karleby
- Härnösands kommun